# Zdeněk Matějček
Zdeněk Matějček (* 16. August 1922 in Chlumec nad Cidlinou; † 26. Oktober 2004 in Prag) war ein tschechischer Kinderpsychologe und Forscher. Er gilt als Begründer der Tschechischen Kinderpsychologischen Schule und hat in wichtigen Langzeitstudien die Entwicklungsbedingungen von Kindern und ihre Folgen in verschiedenen Settings bis weit ins Erwachsenenalter untersucht. Der Begriff psychische Deprivation wurde von ihm geprägt.

## Leben

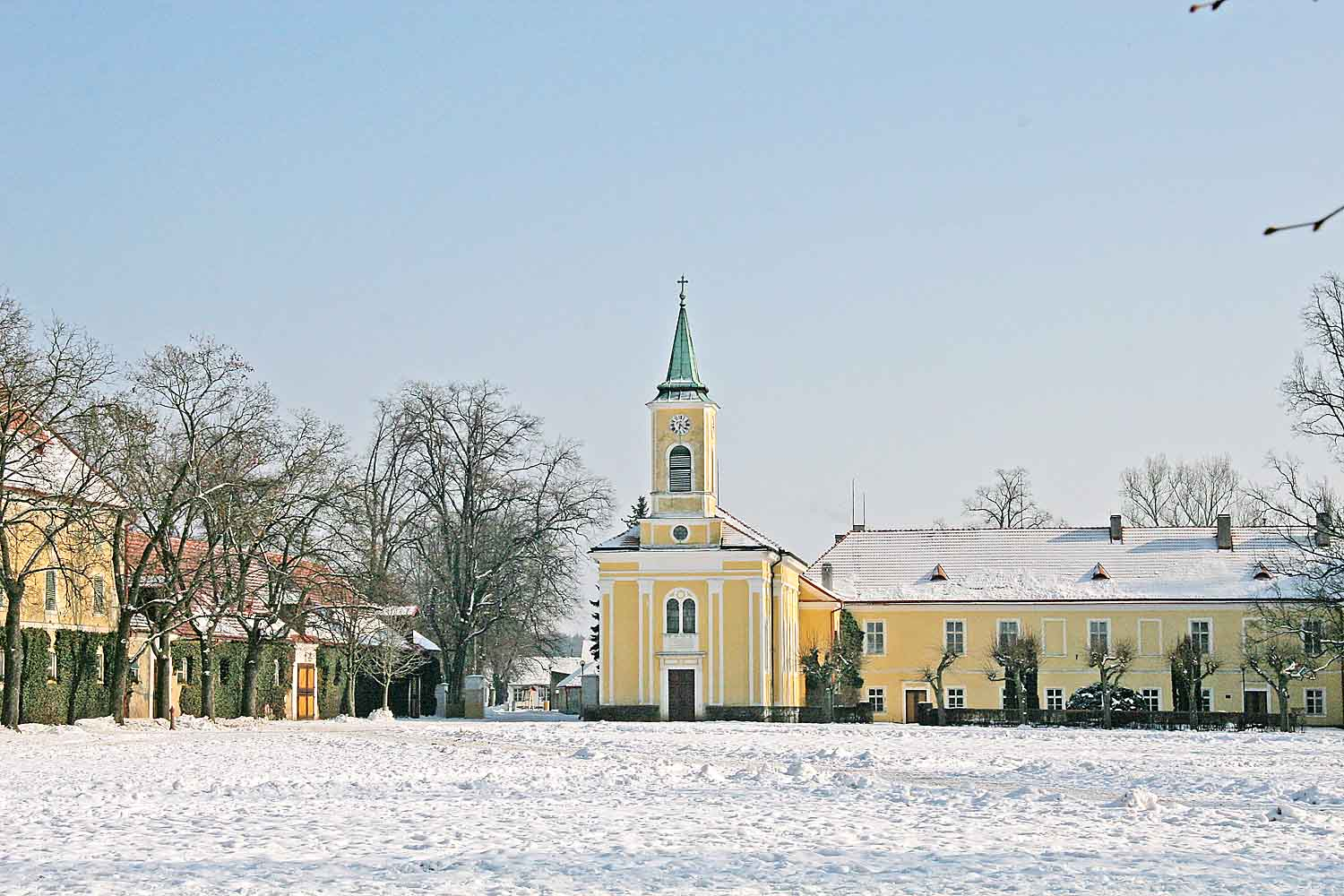
Gestüt Schloss Kladruby nad Labem

Matějček wuchs als Sohn des Direktors auf dem nationalen Gestüt Kladruby nad Labem auf, wo er bis ins Erwachsenenalter mit seinen Eltern und seinem jüngeren Bruder lebte. Nach dem Abschluss der Hauptschule in Pardubice konnte er wegen des Zweiten Weltkrieges nicht studieren. Deshalb arbeitete er im väterlichen Gestüt als Landarbeiter und später bei Baťa in Zlín.
Nach dem Krieg studierte Matějček von 1945 bis 1949 Philosophie (Psychologie war damals inbegriffen) und Literatur an der Philosophischen Fakultät der Karls-Universität in Prag. Die Machtergreifung durch die kommunistische Partei (KSČ) von 1948 durchkreuzten seine ursprünglichen Pläne Lehrer zu werden und er wandte sich der Psychologie zu. Von 1950 bis 1951 machte er ein Psychologiepraktikum in der Bildungseinrichtung Good Shepherd. 1951 erhielt er den Doktorgrad in Philosophie. Von 1951 bis 1969 arbeitete er am Prager Institut für Sozialpädagogik, das 1953 in Psychiatrische Kinderambulanz umbenannt wurde. Es befasste sich mit der Diagnose und Behandlung von Störungen und Entwicklungsmängel bei Kindern in Säuglings- und Waisenhäusern. Zusammen mit Joseph Langmeier erforschte er die psychischen Bedürfnisse von Kindern und ihren Problemen. Sie definierten ein neues psychologisches Konzept über psychische Entbehrung. Die Ergebnisse ihrer Studien wurden im Buch Emotionale Deprivation in der Kindheit veröffentlicht. Es wurde schnell im In- und Ausland bekannt, wo das Buch auf Englisch, Deutsch und Russisch übersetzt wurde.
In den Jahren 1969 bis 1990 (ab 1977 als Assistenzprofessor) lehrte Matějček am Institut für Weiterbildung der Ärzte und Apotheker in der Pädiatrieabteilung des ILF. Hier traf er erneut auf Joseph Langmeier. Gemeinsam beschlossen sie die Prager Schule der Klinischen Psychologie zu gründen. Gleichzeitig lehrte Matějček von 1959 bis 1977 an der Fakultät für Psychologie der Karls-Universität in Prag klinische Psychologie und führte psychologische Beratungen durch. Der Professorentitel wurde ihm erst 1995 – nach der Wende – verliehen. Um die Bedeutung der Entwicklungspsychologie zu unterstreichen, gründete er in den 1990er Jahren die Stiftung Professor Matějček, die die besten Dissertationen auf dem Gebiet der Entwicklungspsychologie auszeichnete. Sein Ruf als psychologische Kapazität führte zu zahlreichen Publikationen und Vorträgen im In- und Ausland. Matějček war Mitbegründer der SOS-Kinderdörfer. 1990 und 1991 war er Präsident des Tschechoslowakischen Komitees des UNICEF.
Von 1991 bis zu seinem Tod arbeitete Matějček als Forscher am Prager Zentrum für Psychiatrie und gleichzeitig seit 1994 am Zentrum für Kinder PAPRSEK in Prag. Darüber hinaus schuf er neue Diagnosetools und passte die Gessellovy- und andere Methoden für Kinder an.
Er war Mitglied zahlreicher Berufsverbände in der Tschechischen Republik (Tschechische Medizinische Akademie, Tschechisch-Mährische Gesellschaft für Psychologie usw.) und im Ausland (Internationale Dyslexia Association, Internationale Studiengruppe für Kinder mit sonderpädagogischem Förderbedarf usw.). Matějček war regelmäßiger Gastreferent der jährlich von der Theodor-Hellbrügge-Stiftung mitveranstalteten entwicklungspsychologischen Kongresse zu Fragen der Bedeutung von Beziehung und Bindung für die kindliche Entwicklung.

## Werk
Bei seinen langfristigen Beobachtungen an Kindern befasste Matějček sich mit der Frage nach den Grundbedingungen für ihre gesunde emotionale Entwicklung. Er untersuchte speziell Kinder, die – wie damals im Ostblock üblich – einen großen Teil des Tages in kollektiven Erziehungseinrichtungen verbrachten. Matějček stellte bei diesen Kindern teilweise schwerwiegende psychische Fehlentwicklungen fest, die er auf eine fehlende Bindung an eine konstante Bezugsperson und einen Mangel an gefühlsmäßiger Zuwendung zurückführte. Seine Forschungsergebnisse stießen unter den herrschenden politischen Verhältnissen bei den Behörden auf wenig positives Echo. Da seine Forschungsresultate jedoch in Fachkreisen Beachtung fanden, zogen sie trotzdem unmittelbare Verbesserungen in den Betreuungskonzepten dieser tschechischen Einrichtungen nach sich. Das Resultat dieser Forschungen publizierte er mit Josef Langmeier im Buch Psychische Deprivation im Kindesalter – Kinder ohne Liebe, das in verschiedene Sprachen übersetzt wurde und Eingang in die Fachwelt fand. Staatliche Stellen gaben Anfang der 60er Jahre einen Film in Auftrag, der mit wissenschaftlichem Anstrich die Vorteile von Kinderkrippen gegenüber der Familie betonen sollte. So entstand 1963 unter der Fachberatung der Psychologen Marie Damborska und Zdeněk Matějček der Film Kinder ohne Liebe. Er zeigte jedoch, anders als von den Auftraggebern erwartet, negative Folgen der kollektiven Betreuung in damaligen Kindergärten und Wochenkrippen auf. Die Schlussfolgerungen von Damborska und Matějček wurden schon aus dem ersten Satz des Films deutlich:

„Was ein kleines Kind am Nötigsten braucht, ist die intensive und dauerhafte Gefühlsbindung zur Mutter. Wird dieser Kontakt unterbrochen und erhält das Kind keine Ersatzperson, zu der es ähnliche Beziehungen aufnehmen kann, so stellen sich seelische Schädigungen ein. “

Die sozialistischen Auftraggeber waren empört und reagierten mit einer Rufmordkampagne gegen die Autoren.
Der Film selbst wurde verboten, die Kopien unter Verschluss gestellt. Eine illegal hergestellte Kopie des Films konnte außer Landes gebracht werden und wurde auf dem Filmfestival von Venedig 1963 aufgeführt. Er erhielt drei Auszeichnungen und wurde auch im Westen und in der breiteren Öffentlichkeit bekannt. Die internationale Bekanntheit, die der Film auf dem Filmfestival erreichte, schützte Matějček und seine Mitarbeiter vor der Verfolgung durch den kommunistischen Staat. Gemäß dem Psychologen Jaroslav Sturma war die positive Wirkung des Films so eindeutig, dass der tschechische Staat in den 60er Jahren seine Familienpolitik ändern musste und im neuen Familiengesetz die Familie wieder den ersten Platz in der Erziehung des Kindes bekam.

„Es gibt vieles, was wir noch lernen sollten. Die kleinsten Kinder verstehen wir immer noch nicht so richtig, weil uns das Kind nichts mitteilen kann. Wir versuchen sein Verhalten nur zu entschlüsseln und vermuten oder schätzen ab, was das Kind in etwa erlebt. Wir können uns davon aber durch kein Experiment überzeugen.“

## Auszeichnungen
- Der Film Kinder ohne Liebe (Regie Kurt Goldberger) gewann am Filmfestival in Venedig drei Preise.
- Forschungspreis für "Distinguished Contribution to Research in Public Policy" der American Psychological Association.
- Ehrendoktorwürde von der University of Saskatchewan (Kanada)
- Medaille des Ministeriums für Bildung, Jugend und Sports für sein Lebenswerk für kreative Lehraktivitäten.
- 1996 wurde Matějček von Präsident Václav Havel mit der Verdienstmedaille ausgezeichnet.
- 2000 erhielt er den Arnold Lucius-Gesell-Preis der Theodor Hellbrügge Stiftung in Anerkennung seiner einzigartigen, interdisziplinär angelegten und international bahnbrechenden Verdienste um die Erforschung der frühkindlichen psychosozialen Deprivation und deren lebenslanger Folgeerscheinungen sowie des prägenden Einflusses der Eltern auf die kognitive, kommunikative und soziale Entwicklung des Menschenkindes.

## Zdeněk Matějček-Preis
Der nach Matějček benannte Preis wird alle zwei Jahre an Persönlichkeiten verliehen, die sich dafür einsetzen, dass die entwicklungspsychologisch bedingten Bedürfnisse von Kindern in den Mittelpunkt des Interesses unserer Gesellschaft gestellt und von ihr berücksichtigt werden.
Bisherige Preisträger:
- 2007 Dieter Althaus
- 2009 Petr Necas
- 2009 Anna Záborská
- 2011 Jay Belsky, NICHD–Studie (Study of Early Child Care) 1991–2007, USA
- 2013 Norbert Blüm
- 2015 Hans-Joachim Maaz
- Gordon Neufeld
- Steve Biddulph

## Veröffentlichungen (Auswahl)
- Ehemalige Heimkinder in Adoption und Familienpflege. Erfahrungen aus der Tschechischen Republik. In: Kinder ohne Bindung. Deprivation, Adoption und Psychotherapie, Klett-Cotta Verlag, Stuttgart 2006, ISBN 3-608-94182-7
- Jaroslav Koch und sein Kampf für eine harmonische Kinderentwicklung, S. 13–15, In: PEKiP. Das Prager-Eltern-Kind-Programm. Theoretische Grundlagen. Ursprung und Weiterentwicklung, Dieter Höltershinken, Gertrud Scherer (Hrsg.), 2011 (4., erweiterte Aufl.), projekt verlag, ISBN 978-3-89733-221-8
- Schutzfaktoren in der psychosozialen Entwicklung ehemaliger Heim- und Pflegekinder, in: Bindung und Trauma. Risiken und Schutzfaktoren für die Entwicklung von Kindern, Klett-Cotta Verlag, Stuttgart 2003, ISBN 3-608-94061-8
- mit Luděk Kubička, Zdeněk Dytrych, Zdeněk Roth: IQ and personality traits assessed in childhood as predictors of drinking and smoking behaviour in middle-aged adults: a 24-year follow-up study, Addiction, Volume 96, Issue 11, pages 1615–1628, November 2001. Abstract
- mit Zdeněk Dytrych: Kinder aus unerwünschter Schwangerschaft, Theodor Hellbrügge (Hrsg.), Verlag Hansisches Verlagskontor Scheffler, Lübeck 1994, ISBN 978-3-87302-078-8 (englischer Titel: Born Unwanted, 1988 übersetzt aus Tschechisch von Jana Christ)
- mit J. Dunovsky: Erfahrungen bei Krippenkindern in der CSSR, 23. Internationaler Oster-Seminar-Kongreß für Pädiatrische Fortbildung: in Brixen vom 8. bis 21. April 1990, ELVIKOM Film-Verlag
- Krippen und die Prinzipien des Familienlebens. Über die Krippen in der Tschechoslowakei. Der Kinderarzt 20, 1989, S. 829–834
- Gesunde und ungesunde Einstellung der Eltern, 20. Internationaler Oster-Seminar-Kongreß für Pädiatrische Fortbildung, 1987 (Tonkassette)
- Psychische Deprivation, 20. Internationaler Oster-Seminar-Kongreß für Pädiatrische Fortbildung, 1987 (Tonkassette)
- mit Zdeněk Dytrych, Vratislav Schüller: Follow-Up Study of Children Born from Unwanted Pregnancies, International Journal of Behavioral Development, September 1980 vol. 3 no. 3 243-251. Abstract
- mit Josef Langmeier: Psychische Deprivation im Kindesalter, Kinder ohne Liebe. Verlag Urban & Schwarzenberg, München 1977
- mit Zdeněk Dytrych, V. Schüller: Children from unwanted pregnancies, Acta Psychiatrica Scandinavica, Volume 57, Issue 1, pages 67–90, January 1978. Abstract

## Film
- Film "Kinder ohne Liebe" 1963[6]